# 波切町
波切町（なきりまち）は、三重県志摩郡にあった村。現在の志摩市の一部にあたる。

## 地理
大王崎の丘陵部に位置していた。
- 海洋：太平洋[2]
- 半島：志摩半島[2]

## 歴史
- 江戸時代、志摩国英虞郡波切村は、鳥羽藩領で鵜方組に属した[2]。
- 1889年（明治22年）4月1日、町村制の施行により、英虞郡波切村が単独で村制施行し、波切村（なきりむら）が発足[1][2]。大字は編成せず[2]。
- 1896年（明治29年）4月1日、郡の統合により志摩郡に所属[2][3]。
- 1928年（昭和3年）8月1日、町制施行し波切町となる[1][2]。
- 1954年（昭和29年）8月1日、志摩郡船越村、名田村と合併し、大王町を新設して廃止された[1][2]。合併後、大王町大字波切となる[2]。

### 地名の由来
外海の波が荒いことにちなむ。

## 産業
- 農業、漁業

## 交通

### 港湾
- 波切港[2]

## 名所・旧跡
- 波切神社[2]